# Christian Nietner
Christian Wilhelm Nietner (* 17. September 1756 in Sagan, Schlesien; † 13. April 1822 in Niederschönhausen) war ein Königlicher Hofgärtner in Niederschönhausen.

## Leben
Christian Nietner gehörte wie sein jüngerer Bruder Friedrich zur zweiten Generation Hofgärtner der Familie Nietner. Er wurde im schlesischen Sagan geboren, wo sein Vater Johann Joseph Nietner ein Jahr zuvor das Amt des Hofgärtners übernommen hatte. Seine Mutter Anna Catharina Sello kam ebenfalls aus einer Gärtnerfamilie, die wie die Nietners über viele Generationen als Hofgärtner in königlichen Diensten stand.
Christian Nietner absolvierte seine Lehre von 1772 bis 1775 im Gartenrevier am Neuen Palais im Potsdamer Park Sanssouci, das Hofgärtner Heinrich Christian Eckstein (1719–1796) verwaltete. Der Lehrzeit folgten die Wanderjahre.
1784 erhielt er die Stelle des Planteurs in der Plantage Schönholz und heiratete im April 1785 in der Berliner Parochialkirche Sarah Eva Catharina, geborene Rolandt oder Ruhlandt, Tochter eines Unteroffiziers der Garde. Von seinen fünf Kindern wurde der 1790 geborene Theodor Eduard später Hofgärtner in Schloss Paretz und Niederschönhausen. 1795 übernahm Christian Nietner das Hofgärtneramt seines Vaters in Niederschönhausen, das er bis 1816 ausübte.